# Kỳ cổ Tá lĩnh
Kỳ cổ Tá lĩnh (tiếng Trung: 旗鼓佐领, tiếng Mãn: ᠴᡳᡤᡠ
ᠨᡳᡵᡠ, Möllendorff: cigu niru, Abkai: qigu niru) là một loại Bao y Tá lĩnh, hợp thành từ nhân khẩu người Hán sớm quy phụ nhà Thanh, vì vậy xưng là “Bao y Hán Quân” hoặc “Kỳ cổ Hán Quân“, có lúc sẽ trực tiếp rút gọn là “Hán Quân”, Kỳ cổ Tá lĩnh thuộc Nội vụ phủ Tam kỳ cũng xưng “Nội vụ phủ Hán Quân”.
Tuy nhiên, Kỳ cổ Tá lĩnh không phải một phần của Hán Quân Bát kỳ. Căn cứ theo "Bát kỳ thông chí · Kỳ phân chí", Kỳ cổ Tá lĩnh là một phần của Mãn Châu Bát kỳ, ở dưới Bao y Tham lĩnh. Chẳng qua, Nội vụ phủ Tam kỳ Bao y Tá lĩnh lại độc lập hoàn toàn với Mãn Châu Bát kỳ trong hệ thống hành chính, vì vậy, kỳ tịch của người thuộc Nội vụ phủ Kỳ cổ Tá lĩnh không mang thêm “Mãn Châu kỳ” mà chỉ đơn thuần là “Nội vụ phủ kỳ tịch”, chỉ có một ít sự vụ tương tự với Bát kỳ mới giao cho nha môn Bát kỳ Mãn Châu Đô thống quản lý.

## Khái quát
Kỳ cổ Tá lĩnh phân bố trong cả Bát kỳ, nhiều người lấy công huân mà được phong tước như Tam đẳng nam Hồ Hải (胡海), Trương Thì Tiến (张时荐). Tương đối nổi danh còn có những gia tộc như Tào thị, Cao thị. Tào thị (曹氏), thủy tổ là Tào Thụy, Tào Chấn quy phụ Đại Kim, gia truyền đến Tào Dần thì nhờ mẹ đẻ Tôn thị là Nhũ mẫu của Khang Hi Đế mà bắt đầu ngày càng hiển hách. Tào Tuyết Cần – tác giả Hồng Lâu Mộng – chính là cháu nội của Tào Dần. Cao thị (高氏), nhờ là nhà mẹ của Tuệ Hiền Hoàng Quý phi mà một thời quyền cao chức trọng. Phụ thân của Hoàng quý phi là Cao Bân, Văn Uyên các Đại học sĩ. Ngoài ra còn có Cao Ngạc – người nổi danh nhờ tiếp tục viết Hồng Lâu Mộng.
Ngoài ra cũng có một số gia tộc tương đối nổi danh là Tương Hoàng kỳ Phùng thị – gia tộc của Anh Liêm (英廉), hay Chính Hoàng kỳ “Chung Dương gia” – gia tộc của Dương Chung Hi (杨钟羲).
Đãi ngộ của người thuộc Kỳ cổ Tá lĩnh có chút phức tạp. Ở phương diện Xuất sĩ, Kỳ cổ tương đồng với Mãn Châu Tá lĩnh, bổ nhiệm quan khuyết đều là “Mãn khuyết” (chế độ bổ khuyết, lấp vào vị trí dành cho Mãn quan). Tuy nhiên, đãi ngộ trong khảo thí thì Kỳ cổ lại bị nhập với Hán Quân, vì vậy không thể tranh các phân bảng danh ngạch đặc thù của Mãn Châu và Mông Cổ. Cũng vì vậy mà không có đãi ngộ đặc thù “Mãn Châu trung ngạch giác khoan”. Trên phương diện bổ khuyết binh linh, Kỳ cổ cũng không giống với Mãn Châu, danh ngạch dành cho Kỳ cổ Tá lĩnh cũng ít hơn nhiều so với Mãn Châu Tá lĩnh.
Số lượng Nội vụ phủ Kỳ cổ Tá lĩnh là 18, phần lớn là Mãn Châu Tá lĩnh (15), thuộc nhân thuộc Kỳ cổ Tá lĩnh trong các phủ vì ảnh hưởng bởi sự xuất kỳ của Hán quân mà bị thả ra số lượng lớn, đến thời Gia Khánh chỉ còn lại 10 Tá lĩnh, thuộc Mãn Châu Tá lĩnh khoảng một phần tư.